# いってらっしゃい (ヒグチアイの曲)
「いってらっしゃい」（英: See you later）は、日本のシンガーソングライター・ヒグチアイの楽曲。デジタル配信限定シングルとして2023年11月5日に各音楽配信サービスにてリリースされた。本楽曲は、テレビアニメ「『進撃の巨人』 The Final Season 完結編（各話版）」のエンディングテーマとして書き下ろされた。

## 概要
前作の配信限定シングル「この退屈な日々を/誰でもない街」より約2ヶ月ぶりのリリースとなる。
本楽曲は、テレビアニメ「進撃の巨人 The Final Season Part 完結編（後編）」のエンディングテーマに起用されている。同アニメの主題歌を担当するのは「悪魔の子」以来、2度目となる。

## 参加ミュージシャン
- Words and Music : ヒグチアイ
- Sound Produced and Arrangement : Yamato Kasai from Mili
- Piano : ヒグチアイ
- All Other Instruments : Yamato Kasai from Mili[2]。

## タイアップ
- テレビアニメ「進撃の巨人 The Final Season Part 完結編（後編）」エンディングテーマ